# Stary Zamość
Stary Zamość is een dorp in het Poolse woiwodschap Lublin, in het district Zamojski. De plaats maakt deel uit van de gemeente Stary Zamość.